# New Franklin (Missouri)
New Franklin é uma cidade localizada no estado americano de Missouri, no Condado de Howard.

## Demografia
Segundo o censo americano de 2000, a sua população era de 1145 habitantes.
Em 2006, foi estimada uma população de 1112, um decréscimo de 33 (-2.9%).

## Geografia
De acordo com o United States Census Bureau tem uma área de
3,5 km², dos quais 3,5 km² cobertos por terra e 0,0 km² cobertos por água.

## Localidades na vizinhança
O diagrama seguinte representa as localidades num raio de 20 km ao redor de New Franklin.